# RA.M.M.

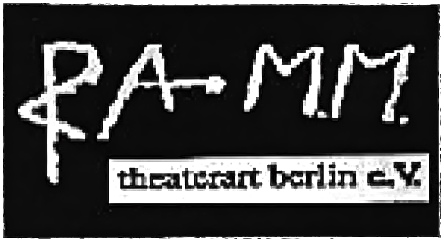
RA.M.M. Logo

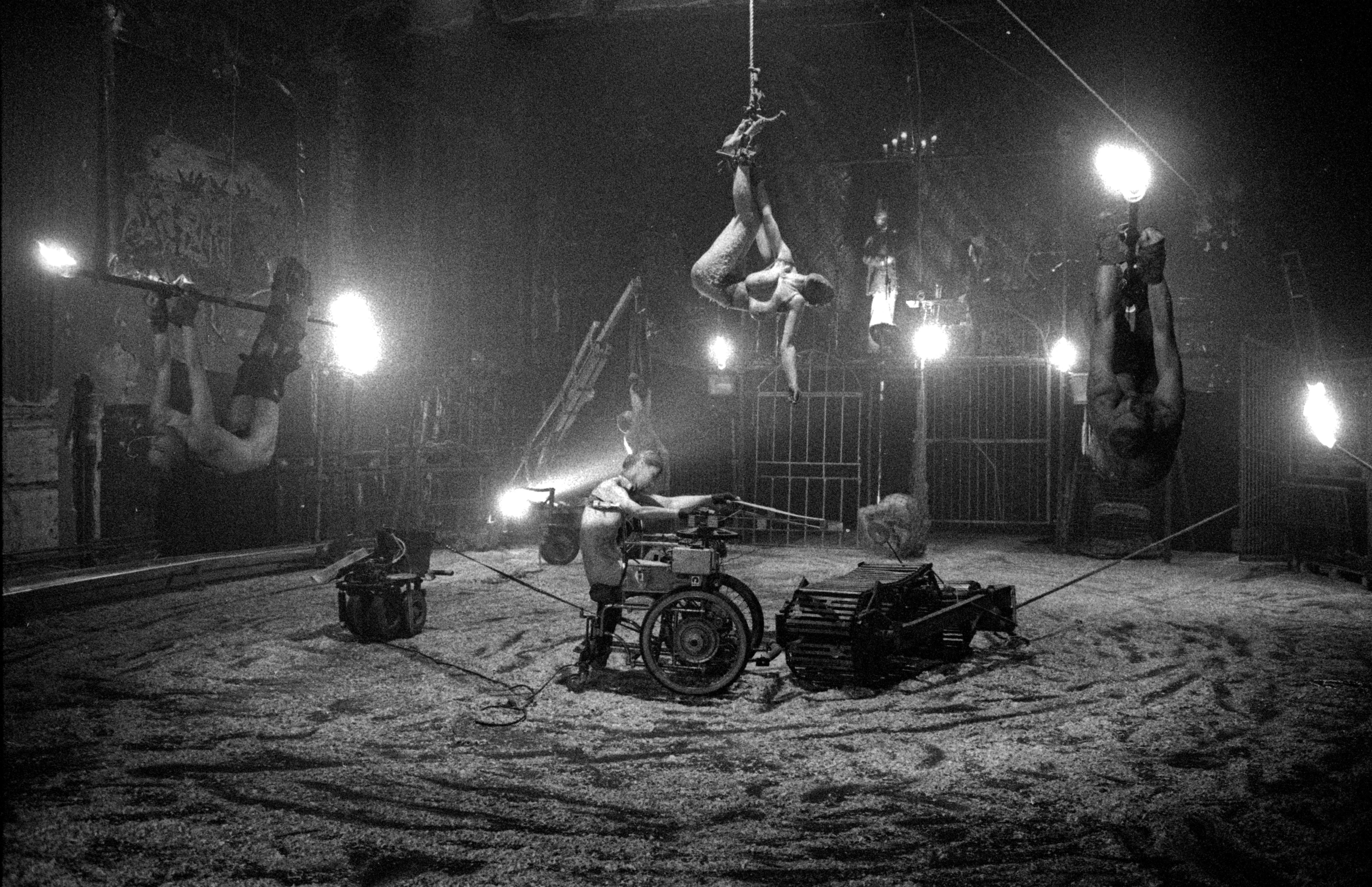
Bestia Pigra, RA.M.M., 1991 foto © Ben de Biel

RA.M.M. war eine Berliner Theater-, Spektakel- und Performance-Gruppe, welche von 1986 bis 1997 aktiv war.

## Geschichte
RA.M.M., eine Umbenennung und Neu-Ausrichtung der seit 1984 bestehenden RA-Theatergruppe, wurde 1986 durch den Theatermacher Arthur Kuggeleyn und den Musiker Tele Tocar zusammen mit einigen weiteren Künstlern in Berlin gegründet.
Die zwei „M“ im Namen stehen für Multi-Media. Aktivitäten und Projekte wurden vom gemeinnützigen Verein RA.M.M. Theaterart Berlin e.V. getragen. Erste RA.M.M. Aufführungen unter dem Namen fanden im Herbst 1986 statt, namentlich im Rahmen der Berliner Festivals Interference und Atonal. Anfänglich spielte das RA.M.M. Theater in eine ehemalige Feuerwache an der damaligen Lindenstraße 40/41 in Berlin. Dann zog die Truppe für ein Jahr in ein Studio des Künstlerhauses Bethanien. 1989 wurde RA.M.M., zusammen mit dem ZATA Theater, zum RAMMZATA, ein Mehrzweck-Theater an der Fidicinstraße in Berlin. Nach dem Fall der Berliner Mauer spielte RA.M.M. hauptsächlich im Theatersaal des Tacheles in Berlin. 1991 drehte David Vostell ein Video über Bestia Pigra. 1992 zog RA.M.M. zu Schloss Bröllin in Mecklenburg-Vorpommern, wo es Studios und Proberäume installierte. Diese wurden graduell zum heutigen „international theatre research center“. Die Absage 1997 einer weiteren Förderung durch den Berliner Kultursenat beendete RA.M.M.

## Neue Theaterformen
RA.M.M. spielte mit verschiedenen Theater- und Performance-Formen, benutzte und erfand unterschiedliche, teils neue und radikale, Stilarten und Theatergattungen, z. B.: Hörspiele „live“ im Dunkel, „Musicals“ ohne Gesang, Rauminszenierungen, Straßentheater mit Autos im Stau, oder auch noch ein Theater-Zirkus, in dem leblose Performer von Maschinen bewegt werden. RA.M.M. experimentierte mit Projektionen, Explosionen, Feuer, Maschinen, Wasser, akustischen Tönen und weiteren Elementen, welche wirkungsvoll in die Theaterspektakel und Performances integriert wurden. 

## Inhalte
Extreme Bühnensituationen wurden dazu benutzt, um gesellschaftliche und politische Inhalte auszudrücken, was bei Zuschauern teils starke Reaktionen provozierte. Das Publikum wurde in die Handlung mit einbezogen und zu einer aktiven Anteilnahme bewegt. So haben Zuschauer zum Beispiel Darsteller angegriffen, sie belästigt oder ihnen assistiert. In Bestia Pigra, wo einer der Schauspieler mit einer geladenen (Theater)-pistole im Publikum sitzt und die (nackten) Performer erschießt, wird das Publikum zum Mittäter: nach jedem Schuss regt ein Conférencier das Publikum jeweils an, zu applaudieren - was es auch tut.

## Produktionen
Stücke
- RIDIKI
- ER – ein live Hörspiel, Text von Michael de Winter
- 75000 sec Rush hour – ein Musical ohne Gesang
- D.I.N.G.
- APIS[2]
- Keuschheit und Vernunft – von Dirk Spelsberg
- AKTE – Impressionen über Bürokratie
- Massentrieb[3]
- Embryonale evolutionäre Stauforschung
- Bestia Pigra
- Casa de Locos[4]
- Kauft Hirn
- Kaerlek mich
- Zeichen eines Schockes[5]
- Short shocks
- I.C.H.

Performance
- Interference
- RA.M.M. Bus Performance: eine Reihe von spontane Kunst Aktion Überfälle an verschiedene Plätze in Berlin unter anderem Heinrichplatz, Breitscheidplatz, Messehalle zur IFA-Eröffnung
- DAF’s end
- Maschinelle Betriebsforschung
- Massenvertrieb[6]
- Anarchistische Kongress[7]
- Die Dauer ist die Länge eines Aktes
- Rohe Weihnacht
- Leistung
- I.C.H. ein live Hörspiel

## Spielstätten (Auswahl)
- RA.M.M., Axel-Springer-Str., Berlin
- Künstlerhaus Bethanien, Berlin
- RAMMZATA, Fidicinstr., Berlin
- SO36, Berlin
- Tacheles, Berlin[8]
- Schloss Broellin, Broellin[9]
- M.S. Stubnitz, Rostock
- DOCK 11, Berlin

## Preise und Auszeichnungen
- Kreuzberger Kunstpreis
- Herne Theater Festival
- Internationales Straßentheaterfestival Holzminden